# Poa kilimanjarica
Poa kilimanjarica là một loài thực vật có hoa trong họ Hòa thảo. Loài này được (Hedberg) Markgr.-Dann. miêu tả khoa học đầu tiên năm 1969.